# 鶴間秀典
鶴間 秀典（つるま ひでのり、1974年〈昭和49年〉6月5日 - ）は、日本の政治家。北海道釧路市長（第6代）。

## 来歴
北海道阿寒郡阿寒町（現在の釧路市）出身。阿寒町阿寒湖小学校（現・釧路市立阿寒小学校）、埼玉県にある私立秀明中学校・秀明高等学校を経て、北海道大学経済学部を卒業した。卒業後は新日本証券に入社する。その後、オーストラリアに渡り、酪農や果樹園、土木作業などに従事する。帰国後は株式会社吉田屋本店に勤務し、阿寒町でゲストハウスを開く。
阿寒町議会議員を1期務め、阿寒町は2005年（平成17年）に釧路市と合併し、合併特例法により、釧路市議会議員となる。2007年（平成19年）の釧路市議会議員選挙で阿寒選挙区から立候補し、当選。2011年（平成23年）と2015年（平成27年）の市議選で当選した。釧路市議を3期務めた。2019年（平成31年）2月28日に市議を辞職した。
同年、北海道議会議員選挙に釧路市選挙区（定数4）から無所属で立候補したが落選。
2020年（令和2年）10月18日の釧路市長選に立候補したが、現職の蝦名大也に敗れた。
2023年（令和5年）、北海道議会議員選挙に釧路市選挙区（定数3）から無所属で立候補して当選。北海道議を1期務め、無所属議員よりなる会派「北海道結志会」に所属した。
道議1期目途中の2024年（令和6年）7月、10月に行われる釧路市長選挙に立候補することを表明、9月19日に道議を辞職。10月27日の二回目の挑戦となった市長選で現職の蛯名と元道議の笠井龍司を破って初当選した。

## 不祥事
2025年（令和7年）3月、道議時代の前年8月に自身の後援会関係者の葬儀後に香典を持参していたことが23日に発覚。さらに10月の市長当選後にも後援会関係者3千人以上に当選のお礼の文言を綴った文書を送付していたことを明らかにした。公職選挙法では政治家自身であっても選挙区内の有権者に対し、葬儀後に香典を渡すことを禁じているため、同法に抵触する可能性がある。この点について鶴間は「深く反省している」と述べて、謝罪した。しかし、自身の進退については「辞職は考えていない」と述べた。